# 静岡駿府博共同企業体
静岡駿府博共同企業体（しすおかすんぷはくきょうどうきぎょうたい）とは、静岡駿府博覧会（SUNPU博'89）に関係する企業による組織。

## 出版物
- 静岡駿府博共同企業体 編『静岡駿府博覧会記録集』静岡100年委員会、1990年3月。全国書誌番号:90035115。
- 静岡駿府博共同企業体 編『Sunpu博89公式ガイドブック』静岡100年委員会、1989年3月。全国書誌番号:90010868、駿府城築城400年記念。